# 로스앤젤레스 메트로 D선
로스앤젤레스 메트로 D선 (Los Angeles Metro D Line) 은 미국 캘리포니아의 로스앤젤레스에 있는 도시철도 노선이다. 로스앤젤레스 교통국이 운영하는 노선이다.
D선은 원래 빨간선(Red Line, 현 B선)의 윌셔 지선으로 취급되었다. 2006년, 빨간선에서 분리된 자체 노선으로 로스앤젤레스 광역철도 보라선 (Los Angeles Metro Purple Line), 또는 로스앤젤레스 메트로 퍼플 라인이 도입되었다. 2020년, 보라선은 모든 LACMTA 라인의 명칭 변경의 일환으로 원형 아이콘에 보라색을 유지하면서 "D선"으로 이름이 변경되었다.

## 역사
D선의 담당 구역인 윌셔 대로(Wilshire Blvd)에 도시철도를 올리자는 개념은 1920년때부터 생겼으며, 윌셔 대로에다 노면전차를 세우자는 의견이 있었다. 하지만 1928년, 그 대로를 건설한 사람들이 노면전차를 금지화 요구하는데 성공하여 도시철도 계획이 백지화 돼버렸다.
1980년에 다시 윌셔 도로 구간에 지하철을 건설하자는 계획이 부활하여, 요구하는 사람들이 생기기 시작했다. 그러나 1985년, 3가와 페어팩스 길의 지하구간에 메탄가스 폭발사건이 발생하였다. 이 일이 나중에 윌셔 구간에 지하철 공사를 막을 수 있던 이유로 돼버렸다.
1993년 1월 30일, 보라선이 처음 지어졌을 때 빨간선의 한 부분으로 운영하기 시작했다. 그 당시에는 빨간선을 서울지하철 5호선의 형태처럼 두 가지 길로 나뉘는 노선으로 지을 예정이었으며, 한 노선은 북쪽의 할리우드랑 샌퍼넌도밸리쪽으로 가는 노스할리우드역행 노선 (이후 빨간선, 현 B선)과 서쪽의 비버리힐스, 웨스트우드랑 산타모니카쪽으로 가는 다른 노선(이후 보라선, 현 D선)을 지을 계획이었다. 하지만 나중에 정치적인 결정과 지리적인 공사문제, 그리고 여러 가지 공사사고랑 문제로 인하여 서쪽으로 가는 노선은 두 정거장 (윌셔/놀만디역이랑 윌셔/웨스턴역)만 빼고 전부 폐지되었으며, 2006년 1월 30일에는 이미 건설된 북쪽 노선인 빨간선과의 혼동을 막고 더욱 쉽게 구별하기 위하여 보라선이라는 이름을 주고 빨간선에서 분리시켜 버렸다.
그러나 2005년, 웨스트우드 지역에 직업과 이사문제로 인구 급상승하기 시작하여 차단된 서쪽 지하철 연장 프로젝트를 비차단화해야 한다는 결론이 나왔다. 그 당시 로스앤젤레스 시장인 안토니오 빌라라이고사(Antonio Villaraigosa)는 윌셔 대로의 차단된 지하철 공사를 허락하여 2014년 11월 7일, 보라선의 연장을 시작하였다. 2023년에 2단계 구간 연장이 완료될 예정이며, 2035년에 모든 연장 구간이 개통될 예정이다.

## 노선 특징
- D선의 전 구간은 지하에 위치되어 있다.
- D선은 현재로서 로스앤젤레스 도시철도 중에서 8정거장으로서 제일 짧은 노선이다.
- D선의 첫 6정거장 유니언역 ~ 윌셔/버몬트역은 B선이랑 같이 나눠서 운행하기 때문에 의 구간에서는 나머지 두 정거장 (D선 전용 구간)보다 10분씩 더 자주 열차가 왔다 간다.
- D선은 B선과 함께 유일한 로스앤젤레스의 경전철이 아닌 도시철도 노선이다.
- D선은 B선과 함께 유일하게 안내방송이 스페인어가 영어랑 같이 나오는 노선이다.
- 1996년 1월 30일 (개통일)부터 2006년까지 D선은 한때 빨간선의 한 지선으로 운행한 적이 있었기 때문에 현재로서 아직 역명판과 열차색은 빨간선(현 B선)이랑 똑같으며, 대부분 이용자들은 차이를 별로 못 느낀다.

## 역 목록
| 역명                                            | 지상/ 지하 | 접속 노선   | 자전거 보관소 | 주차장 | 소재지       | 소재지                                     |
| ----------------------------------------------- | ---------- | ----------- | ------------- | ------ | ------------ | ------------------------------------------ |
| 유니언역 Union                                  | 지하       | B선 L선     |               |        | 로스앤젤레스 | 다운타운 로스앤젤레스 Downtown Los Angeles |
| 시빅센터 Civic Center                           | 지하       | B선         |               |        | 로스앤젤레스 | 다운타운 로스앤젤레스 Downtown Los Angeles |
| 퍼싱스퀘어 Pershing Square                      | 지하       | B선         |               |        | 로스앤젤레스 | 다운타운 로스앤젤레스 Downtown Los Angeles |
| 7가/메트로센터 7th Street/Metro Center          | 지하       | B선 A선 E선 |               |        | 로스앤젤레스 | 다운타운 로스앤젤레스 Downtown Los Angeles |
| 웨스트레이크/맥아터공원 Westlake/MacArthur Park | 지하       | B선         |               |        | 로스앤젤레스 | 웨스트레이크 Westlake                      |
| 윌셔/버몬트 Wilshire/Vermont                    | 지하       | B선         |               |        | 로스앤젤레스 | 코리아타운 Koreatown                       |
| 윌셔/놀만디 Wilshire/Normandie                  | 지하       |             |               |        | 로스앤젤레스 | 코리아타운 Koreatown                       |
| 윌셔/웨스턴 Wilshire/Western                    | 지하       |             |               |        | 로스앤젤레스 | 코리아타운 Koreatown                       |

## 같이 보기
- 로스앤젤레스 메트로